# Ernani Maldonado
Ernani José Maldonado (São Gonçalo, )), mais conhecido como Ernani Maldonado, é um multi-instrumentista, produtor musical, compositor, arranjador e engenheiro de som brasileiro, também ex-integrante da Comunidade S8.
Na Comunidade S8, Ernani gravou guitarras ao lado de Toney Fontes. Naquela época, gravava jingles e discos para vários artistas e músicos da cena nacional, como Ed Wilson, 14 Bis e Álvaro Tito.
Também como Consultor e Projetista em Acústica, criou projetos de acústica para estúdios e auditórios tais como Universidades Estácio e IBMEC. Também de empresas como Banco do Brasil e Consulado Americano. Também de Igrejas Batistas, Presbiterianas, Metodistas, Congregacionais e Católicas etc... Também da Prefeitura Municipal de Niterói.
No campo da produção musical gravou diversos projetos de artistas tais como 14 bis, Wanderley Cardoso, The Fevers. Reginaldo Rossi Etc...
No campo da música eletrônica produziu diversos trabalhos em parceria com o Dj Nazz, entre eles: Top Hit, Let's Dance e Festa Funk 1 e 2, os três pela Gravadora Som Livre. Também, pela Universal Records Europa, particípiou com duas faixas do disco "Bossa do Morro" em homenagem aos 50 anos da Bossa Nova com dois remixes do cantor João Gilberto.
Proprietário do Hit Stúdio, gravou várias produções de nicho religioso de artistas tais como Cassiane, Sérgio Lopes, Altos Louvores, Matos Nascimento, Banda e Voz, Edison e Telma, Álvaro Tito, Chris Duran etc... 
Escreveu o Livro "Fortalezas da Mente" pela Editora IFC.
É pai de Bene Maldonado, guitarrista do Fruto Sagrado.

## Discografia
Com a Comunidade S8
Como músico convidado e/ou produtor musical
- 1994: Que Solidão, que Nada - Banda e Voz (engenharia de som)
- 1994: Marina de Oliveira - Ao Vivo - Marina de Oliveira (mixagem)
- 1995: Momentos Vol.1 - Marina de Oliveira (produção musical e arranjos)
- 1995: Momentos Vol.2 - Marina de Oliveira (produção musical e arranjos)
- 1996: Vidas e Futuros - Sérgio Lopes (mixagem e masterização)
- 1997: Special Edition - Marina de Oliveira (engenharia de som)
- 1998: Asas da Esperança - Marco Aurélio (mixagem)
- 2001: Yeshua: O Nome Hebraico de Jesus - Sérgio Lopes (supervisão técnica e masterização)
- 2002: Levanta-te - Álvaro Tito[6] (produção musical)
- 2003: Jesus Salva e dá Vitória - Mattos Nascimento (engenharia de mixagem, masterização, supervisão técnica e direção de produção)
- 2005: Renúncia - Chris Durán (mixagem e masterização)
- 2005: Distorção - Fruto Sagrado[7] (vocal em "Primo do Macaco")
- 2008: Bossa do Morro - Vários artistas[8] (remix)